# 오만 프로리그
오만 프로리그 (Oman Professional League)는 오만의 최상위 축구 리그로 오만 축구 협회에 의해 운영되고 있다. 오만 프로리그는 1976년에 시작되어 현재에 이르고 있는데, 최다 우승 팀은 도파르 클럽으로 9회 우승 기록을 가지고 있다.

## 리그 구조
오만 프로리그는 매 정규시즌이 끝난 후 하위 두 팀인 11, 12위팀은 자동적으로 2부 리그로 강등된다. 그리고 2부 리그에서 1, 2위를 차지한 팀은 자동으로 승격된다. 마지막으로 오만 프로리그 10위팀은 2부 리그 3위팀과 승강플레이오프를 벌여 승리팀이 오만 프로리그에 참가하게 된다. 만약 10위팀이 승리하면 10위팀은 그대로 잔류하는 것이고, 3위팀이 승리하면 10위팀은 2부 리그로 강등되고, 3위팀이 오만 프로리그에 참가하는 것이다.

## 2024-25시즌 클럽
- 알아흘리
- 알힐랄
- 알므스나
- 알나흐다 클럽
- 알오루바
- 알샤바브
- 알수와이크
- 탈리아 클럽
- 도파르 FC
- 판자 FC
- 오만 클럽
- 수르 클럽

## 역대 우승 팀
| - 1976-77 : 판자 FC - 1977-78 : 로위 FC - 1978-79 : 판자 FC - 1979-80 : 알나스르 - 1980-81 : 알나스르 - 1981-82 : 알알리 - 1982-83 : 도파르 FC - 1983-84 : 판자 FC - 1984-85 : 도파르 FC - 1985-86 : 판자 FC - 1986-87 : 판자 FC - 1987-88 : 판자 FC - 1988-89 : 알나스르 | - 1989-90 : 도파르 FC - 1990-91 : 판자 FC - 1991-92 : 도파르 FC - 1992-93 : 도파르 FC - 1993-94 : 도파르 FC - 1994-95 : 수르 클럽 - 1995-96 : 수르 클럽 - 1996-97 : 오만 클럽 - 1997-98 : 알나스르 - 1998-99 : 도파르 FC - 1999-00 : 알오루바 - 2000-01 : 도파르 FC - 2001-02 : 알오루바 | - 2002-03 : 로위 FC - 2003-04 : 알나스르 - 2004-05 : 도파르 FC - 2005-06 : 무스카트 FC - 2006-07 : 알나흐다 - 2007-08 : 알오루바 - 2008-09 : 알나흐다 - 2009-10 : 알수와이크 - 2010-11 : 알수와이크 |  |

## 클럽별 우승횟수
| 클럽         | 우승횟수 |
| ------------ | -------- |
| 도파르 FC    | 9        |
| 판자 FC      | 7        |
| 알나스르     | 5        |
| 알오루바     | 3        |
| 무스카트 FC1 | 1        |
| 알수와이크   | 2        |
| 알나흐다     | 2        |
| 수르 클럽    | 2        |
| 알아흘리2    | 1        |
| 오만 클럽    | 1        |

- 1 : 합병된 로위 FC의 우승을 포함한다.
- 2 : 알아흘리 (무스카트)는 현재 알아흘리 (세다브)로 통합되었다.